# Musical Gravities
Musical Gravities (Glazbene gravitacije)  naziv je desetog autorskog albuma hrvatskoga skladatelja Dalibora Grubačevića koji je objavljen 1. ožujka 2024., za izdavačku kuću Cantus Records. Album je objavljen digitalno i u obliku LP Vinila, a sastoji se od studijskih snimaka (od 1-4), te snimke uživo Koncerta za tubu i orkestar (od 5-8). 
Koncert je snimljen u Koncertnoj dvorani Vatroslav Lisinski 24. veljače 2024. u izvedbi Zagrebačke filharmonije i solista Krunoslava Babića pod ravnanjem Alana Bjelinskog. 
Izvođači na studijskom dijelu albuma bili su Kvartet tuba XL, BC Brass kvintet i Zagrebački solisti.
Naslovnicu albuma izradila je akademska slikarica Gordana Špoljar Andrašić, slikom iz njezine serije "Dark Matter".

## Popis glazbenih brojeva
| 1.    | »Dyptich for tuba quartet: Grottesco«               | Kvartet tuba XL                           | 3:27 |
| 2.    | »Dyptich for tuba quartet: Capriccioso«             | Kvartet tuba XL                           | 3:25 |
| 3.    | »Valse Balkanique«                                  | BC Brass                                  | 5:19 |
| 4.    | »Csárdás suite for strings«                         | Zagrebački solisti                        | 7:43 |
| 5.    | »Concerto for tuba and orchestra: Intrada«          | Krunoslav Babić i Zagrebačka filharmonija | 4:34 |
| 6.    | »Concerto for tuba and orchestra: Andante con moto« | Krunoslav Babić i Zagrebačka filharmonija | 6:24 |
| 7.    | »Concerto for tuba and orchestra: Largo«            | Krunoslav Babić i Zagrebačka filharmonija | 4:41 |
| 8.    | »Concerto for tuba and orchestra: Finale«           | Krunoslav Babić i Zagrebačka filharmonija | 5:24 |
| 40:59 |                                                     |                                           |      |

## Vanjske poveznice
- Cantus.hr Musical Gravities
- Discogs.com Musical Gravities